# 菅原孝標女
菅原孝標女（1008年－卒年不詳）是日本平安時代的一位貴族女性。本名不詳。父親是菅原道真的玄孫‧受領上總國、常陸國的菅原孝標。母親是藤原倫寧的女兒。母親的異母姐姐是《蜻蛉日記》的作者藤原道綱母。哥哥定義、姪子在良是學者。
著有記述自己10歲至50歲人生的《更級日記》。有說法指亦是《濱松中納言物語》《夜半寢覺》的作者。

## 家族
在寬弘5年（1008年）出生。寬仁4年（1020年），領有上總國的父親因為上總介的任期終結而帶著一家歸國（上京），經過3個月的旅程後進入京。歸國時為13歲，《更級日記》是在居於上總國期間開始。當時對日本故事的熱情從來沒有退減，在翌年上京後從藤原道綱母處得到《源氏物語》五十餘卷等，於是不分日夜來閱讀。在夢中看見僧人出現並說「快點學習法華經第五卷吧」，不過在心中亦掛念並專注於閱讀故事，在後年的《更級日記》中因為此事而批評自己並寫下。萬壽元年（1024年），姐姐死亡並留下兩個女兒，於是在沉迷於故事中。不過由此時開始受到夢裡得到信佛的啓示。
仕於祐子內親王（後朱雀天皇第三皇女）。在長久元年（1040年）期間與橘俊通結婚。在寬德2年（1045年）已經有1男（仲俊）2女，但是俊通在康平元年（1058年）死去，子女們都已經變得獨立而變得孤獨。《更級日記》亦在此時終結。